# Campeonato Sul-Americano de Clubes de Hóquei em Patins Feminino
O Campeonato Sul-Americano de Clubes de Hóquei em Patins Feminino ou apenas Sul-Americano de Clubes Feminino era uma competição anual de Hóquei em Patins que contava com as equipas mais bem posicionadas dos campeonatos de Hóquei em Patins feminino da América, sendo organizada pela Confederação Pan-Americana de Patinagem (CPP). Até 2016 foi organizada pela Confederação Sul-Americana de Patinagem (CSP) e até 2016 chamou-se Campeonato Sul-Americano de Clubes de Hóquei em Patins Feminino.

## Histórico
| Ano  | Cidade      | Campeão               | Vice-Campeão          | Res. |       |
| ---- | ----------- | --------------------- | --------------------- | ---- | ----- |
| 2016 | Mendoza     | Andes Talleres        | Sindicato San Juán    | 4-2  | [ 1 ] |
| 2015 | Sertãozinho | Concepción Patín Club | Maipu-giol            | 2-0  | [ 2 ] |
| 1999 | Recife      | Concepción Patín Club | Minho Recife          | 5-0  | [ 3 ] |
| 1997 | São Paulo   | Portuguesa            | Concepción Patín Club |      |       |

### Vitórias por equipa
| Wins | Clube                 |
| ---- | --------------------- |
| 2    | Concepción Patín Club |
| 1    | Portuguesa            |
| 1    | Andes Talleres        |
| 4    | TOTAL                 |

### Vitórias por País
| Wins | País      |
| ---- | --------- |
| 3    | Argentina |
| 1    | Brasil    |
| 4    | TOTAL     |